# ギルバート・ド・クレア (第7代グロスター伯)
第6代ハートフォード伯および第7代グロスター伯ギルバート・ド・クレア（英語: Gilbert de Clare, 6th Earl of Hertford, 7th Earl of Gloucester, 1243年9月2日 - 1295年12月7日）は、有力なイングランド貴族。「赤の」ギルバート・ド・クレアまたは「赤伯」として知られるが、おそらく髪の色や戦闘時の激しい気性によるとみられる。ウェールズ領主の中で最も強力かつ裕福であったグラモーガン領主の地位を保持していたほか、200以上のイングランド領（クレア領内に172領）も保持していた。

## 生涯

### 出自
ギルバートはハンプシャーのクライストチャーチにおいて、ハートフォード伯およびグロスター伯リチャード・ド・クレアと、ジョン・ド・レイシーとマーガレット・ド・クインシーの娘モード・ド・レイシーの息子として生まれた。1262年に伯位を継承し、1263年からはグラモーガン領主を含む他の地位を継承した。父の死の時点では未成年であったため、第2代ヘレフォード伯ハンフリー・ド・ブーンの後見下に置かれた。

### カンタベリーでのユダヤ人虐殺
1264年4月の第二次バロン戦争中、ギルバート・ド・クレアはカンタベリーにおいてユダヤ人虐殺を指揮した。これはシモン・ド・モンフォールの支持者たちが他の場所で行っていたことであった。ギルバート・ド・クレアのキングストン城とトンブリッジ城はヘンリー3世に奪われた。しかしヘンリー3世は、トンブリッジにいた伯爵夫人アリス・ド・リュジニャンが自分の姪であるという理由で釈放を許した。しかし5月12日、ギルバートとシモン・ド・モンフォールは裏切り者として告発された。

### ルイスの戦い
2日後の5月14日、ルイスの戦いの直前に、シモン・ド・モンフォールはギルバートとその弟トマスを騎士に叙した。ギルバートは、ルイスの西のダウンズに集結した男爵軍の中央部隊を指揮した。エドワード王子がモンフォールの敗走した左翼を追って戦場を去ると、ヘンリー3世とコーンウォール伯は町に追い返された。ヘンリー3世はセント・パンクラス修道院に避難し、ギルバートは風車に隠れていたコーンウォール伯の降伏を受け入れた。モンフォールとギルバートは今や最高権力者となり、モンフォールは事実上のイングランドの統治者となった。

### 破門
1264年10月20日、ギルバートとその仲間は教皇クレメンス4世により破門され、領地には秘蹟執行禁止命令が出された。翌月、ギルバートらがグロスターとブリストルを占領した頃には、ギルバートは反逆者と宣告された。しかし、この時点でギルバートはモンフォールと対立し、モンフォールの逃亡を阻止するためにブリストル港の船とグロスターのセヴァーン川にかかる橋を破壊し王の側に寝返った。寝返ったギルバートは7月16日のケニルワースの戦いで王子の軍に加わり勝利をおさめ、モンフォールが戦死した8月4日のイーヴシャムの戦いでは第2師団を指揮して勝利に大きく貢献した。1268年6月24日、エドワード王子と和解したギルバートは王子と共にノーザンプトンにおいて十字軍への参加を宣言した。

### 辺境領主としての活動
1265年10月、エドワード王子を支援した褒賞として、ギルバートはアバーガベニー城と称号、ブレックノック城と領地を与えられた。ミカエル祭で、ギルバートとサウェリン・アプ・グリフィズの争いは仲裁されたが、最終的な解決には至らなかった。その間、ギルバートはケアフィリー城を要塞に改造していた。1265年10月6日、ギルバートは教皇から破門の赦免を受け、同年10月9日にはモンフォールへの以前の支援に対するヘンリー3世の恩赦を受けた。
1268年末、ギルバートはヘンリー3世の議会出席の召集に応じず、サウェリンの絶え間ない侵攻のため、ウェールズ領の防衛には自身の存在が必要だと主張した。1272年11月16日、ヘンリー3世が死去すると、ギルバートは十字軍からシチリア島に帰還中だったエドワード1世に忠誠を誓った。翌日、ギルバートはヨーク大司教とともにロンドンに入り、キリスト教徒とユダヤ教徒のすべてに平和を宣言し、初めて国王の長男が即位する権利を認めさせた。その後、国王不在の間は共同イングランド守護者となり、1274年8月に新国王エドワード1世がイングランドに到着すると、トンブリッジ城でエドワード1世を歓待した。

### 1282年のウェールズ戦争
1282年にエドワード1世がウェールズを侵略したとき、ギルバートは南ウェールズへの攻撃を率いることを主張した。エドワード1世はギルバートをウェールズ侵攻の南軍の指揮官に任命した。しかし、ギルバートの軍はランデイロ・ヴァウルの戦いで大敗した。この敗北の後、ギルバートは南軍指揮官の地位を解かれ、代わりに初代ペンブルック伯ウィリアム・ド・ヴァランス (その息子は戦闘中に死亡) が指揮官に就いた。

### 辺境領における私戦
翌1291年、ギルバートはかつての後見人の孫である第3代ヘレフォード伯ハンフリー・ド・ブーンとの間でブレックノックの領主権をめぐって口論となり、ヘレフォード伯はギルバートが自分の土地に城を建てていると非難し、2人の間に私戦が勃発した。辺境領主が私戦をすることは当然の権利であったが、エドワード1世はこの件でこの権利を試した。まず、2人を辺境領主の法廷に召喚した。しかしエドワード1世は、辺境領主たちが自身らの最大の権利の一つを守るため判決に影響を与える可能性があると考え、上級法廷に2人を召喚した。このときエドワード1世は2人とも投獄し、終身で領地没収の判決を下し、攻撃側のグロスター伯ギルバートには1万マーク、ヘレフォード伯には1千マークの罰金を科した。両者はほぼ即座に解放され、両方の領地は完全に回復されたが、公に非常に厳しい戒めを与えられて威信は低下し、王の権威が示されることとなった。

### 死
ギルバートは1295年12月7日にモンマス城で亡くなり、テュークスベリー修道院の祖父ギルバート・ド・クレアの左側に埋葬された。ギルバートの広大な領地は、妻のジョーン・オブ・エイカーが1307年に亡くなるまで所有した。

## 結婚と子女
ギルバートは、最初にアリス・ド・リュジニャン（アリス・ド・ヴァランスとしても知られる）と結婚した。アリスは、ユーグ11世・ド・リュジニャンの娘であり、ペンブルック伯位を継承したウィリアム・ド・ヴァランス（初代ペンブルック伯）の姪である。2人はギルバートが10歳のとき、1253年に結婚した。また、アリスはヘンリー3世の姪（ユーグ11世は王の異母弟）でもあった。ギルバートとアリスは1267年に別れたが、伝えられるところによると、アリスは従兄弟のエドワード王子に恋をしていたという。ギルバートとアリスは2人の娘をもうけた。
- イザベル（1262年3月10日 - 1333年） - 第10代ウォリック伯ガイ・ド・ビーチャムとの結婚が検討された後、あるいは結婚後に無効とされた後、第2代バークレー男爵モーリス・ド・バークレーと結婚した[3]。
- ジョーン（1264年 - 1302年以降） - 第7代ファイフ伯爵ダンカン・マクダフと結婚、ジェルヴァース・アヴェネルと再婚[3]。

1285年にアリス・ド・リュジニャンとの結婚が無効とされた後、ギルバートはイングランド王エドワード1世とその最初の王妃エリナー・オブ・カスティルの娘であるジョーン・オブ・エイカーと結婚した。エドワード1世は、この手段によってギルバートとその資産を王室にさらに密接に結び付けようとした。結婚契約の条項により、夫妻の共同所有物とクレア家の広大な土地は直系の子孫、つまり王室に近い者のみが相続することができ、結婚で子供が生まれなかった場合、その領地はジョーンのその後の結婚で生まれる子供に引き継がれることになった。
1290年7月3日、ギルバートは、教皇の結婚特許状を待った後、1290年4月30日にジョーン・オブ・エイカー（1272年 - 1307年4月23日）との結婚を祝うため、クラーケンウェルで盛大な宴会を開いた。その後、エドワード1世はマルバーンを含む広大な領地をギルバートに与えた。これらの領地での狩猟権をめぐっては、第3代ヘレフォード伯ハンフリー・ド・ブーンとの武力衝突が何度か起きたが、エドワード1世が解決した。ギルバートは修道院に寄付を行い、また狩猟権と自身が掘った溝をめぐってヘレフォード司教トーマス・ド・カンティループと「大衝突」を起こしたが、これは訴訟で高額の費用をかけたことにより解決した。ギルバートは、ウスター大聖堂の司教兼管理者（元イングランド大法官）ゴッドフリー・ギファードとも同様の衝突を起こした。修道院に土地を与えたゴッドフリーは、マルバーン修道院の管轄権をめぐってギルバートと対立し、当時の最高裁判所長官ロバート・バーネルによって解決された。その後、ギルバートとジョーンは十字軍への参加のため聖地へ向かったと言われている。9月にギルバートは貴族たちの教皇宛の手紙に署名し、11月2日にランダフ司教区の聖職者推挙権をイングランド王エドワード1世に譲渡した。
ギルバートとジョーンの間には1男3女が生まれた。
- ギルバート（1291年 - 1314年） - 第7代ハートフォード伯および第8代グロスター伯。第2代アルスター伯リチャード・オーグ・ド・バラの娘モード・ド・バラと結婚[3]。バノックバーンの戦いで戦死した。
- エレノア（1292年 - 1337年）[3] - 最初に叔父エドワード2世の寵臣ヒュー・ル・ディスペンサーと結婚した。ヒューは1326年に処刑され、エレノアはウィリアム・ラ・ズーチ・モーティマーと再婚した。
- マーガレット（1293年 - 1342年）[3] - 最初に叔父エドワード2世の寵臣ピアーズ・ギャヴィストンと結婚した。ピアーズは1312年に処刑され、マーガレットは後に初代グロスター伯ヒュー・ド・オードリーと再婚した。
- エリザベス（1295年 - 1360年）[3] - 1308年にウォルサム修道院でジョン・ド・バラと結婚、1316年にセオバルド・ド・ヴェルダンと再婚、1317年にロジャー・ダモリーと3度目の結婚をした。それぞれの結婚期間は短く、それぞれ1人の子供（1人目が息子、2人目と3人目が娘）を授かり、エリザベスは未亡人となった。3番目の夫が1321年または1322年に亡くなったとき、エリザベスは27歳以下であった。